# Дровдиль
Дро́вдиль — деревня в Вожегодском районе Вологодской области.
Входит в состав Тигинского сельского поселения, с точки зрения административно-территориального деления — в Тигинский сельсовет.
Расстояние по автодороге до районного центра Вожеги — 22 км, до центра муниципального образования Гридино — 2 км. Ближайшие населённые пункты — Пожар, Петровка, Осподаревская, Гридино.
По переписи 2002 года население — 21 человек (6 мужчин, 15 женщин). Всё население — русские.

## История
В переписной книге города Чаронды и уезда переписи дворянина Егора Ивановича Кушелева за 1714 г. значится: (Л.86) Тигинская волость, (Л.92) Деревня Леониха Дроводил тож. а в ней часовня Рождества Пресвятыя Богородицы.
До 1918 г. деревня значилась как Дроводинь и находилась в Тигинской волости Кирилловского уезда Новгородской губернии. Располагалась близко к границе с Кадниковским уездом Вологодской губернии, к которым и отошла с 1919 года. В 1929 г. в составе Вожегодского района вошла в Вологодский округ Северного края вплоть до образования Вологодской области в 1937 году и до настоящего времени.
В печатном издании 1931 г. "Сектора народно-хозяйственного учёта Северного Крайплана" за № 393 значится: дер. Дроводино (так в документе) Тигинского сельсовета Вожегодского района Вологодского округа Северного края. Расстояние от сельского поселения - 3 км, от районного центра - 24 км, от окружного центра - 169 км. Хозяйств - 42, численность дворов - 46, мужчин - 96, женщин - 121, всего населения - 217 чел.